# 土田万助
土田 万助（萬助、つちだ まんすけ、1869年2月16日（明治2年1月6日）- 1942年（昭和17年）6月15日）は、明治から昭和時代の大地主、篤農家、林業家、政治家、銀行家。貴族院多額納税者議員。

## 経歴
出羽国平鹿郡、のちの秋田県平鹿郡館合村（大雄村を経て現横手市）で土田吉治の長男として生まれ、土田彦七の養子となる。秋田中学校（現秋田県立秋田高等学校）を経て秋田師範学校に進学したが中退して帰郷した。1905年（明治38年）養父の隠居により家督を相続した。
1900年（明治33年）館合村農会を設立し、科学農法を導入し米の品質改良に尽力。1905年（明治38年）に計画された区画整理事業を推進し、1917年（大正6年）までに450ヘクタールが完成した。また、乱伐による森林の荒廃を防ぐため、1888年（明治21年）から毎年植林を実施した。この間、平鹿郡農会長、地主会長を務めた。
政界では1903年（明治36年）以降、平鹿郡会議員、同議長、秋田県会議員、同議長、館合村長、秋田県町村長会長などを務めた。1918年（大正7年）貴族院議員に互選され、同年9月29日に就任し、同成会に所属して1932年（昭和7年）9月28日まで2期在任した。
実業界では、秋田銀行監査役、秋田信託社長、羽後銀行（現北都銀行）頭取などを務めた。また、塩田団平らとともに横荘鉄道の創業に参画し横荘鉄道創設委員長に就任し、横荘線の開設に尽くし横荘鉄道取締役となる。
なお、土田の興した土田農場で生産し、長男土田荘助が馬主でもあった競走馬フレーモアは、1934年に行われた第3回東京優駿大競走（日本ダービー）に優勝しているが、史上初で唯一の秋田県産日本ダービー優勝馬である。また、「初の個人牧場（オーナーブリーダー）生産馬の東京優駿優勝」、「府中最初のダービー馬」（目黒競馬場から移転した新生・東京競馬場で最初に行われた東京優駿のため）でもあった。

## 親族
人事興信録4版より。
- 祖父・吉太郎[8]
- 父・吉治（明治6年没[8]）
- 母（明治17年5月没[8]）
- 養父・彦七（叔父
- 養妹・ヨシエ (婿は 貴族院議員最上広胖孫  義廣)[9]
- 妻・ムメヤ（明治9年7月生、照井治右衛門の二女）
  - 長女・チヨノ（明23年10月生、
  - チヨノの夫・薫司（土田倉松の長男）
  - 長男 ・荘助（明21年3月生、衆議院議員）[2]
  - 荘助の妻・ヨシ（明27年9月生、薄田太三郎の長女）
    - 孫・ハル（大正2年2月生、荘助の長女、夫は貴族院議員 保阪潤治の息子で貴族院議員 市島徳治郎の孫でもある 保阪隣三郎、義弟は子爵 伊東二郎丸の息子)

  - 息子・祐吉（明26年8月生）
  - 娘・コト（明29年1月生）

### 一族
- 叔父・幸太（明治13年10月生）
- 幸太の妻・トミノ（明16年5月生、高橋富治の長女）
  - 幸太の長女・キク（明41年10月生）
- 妹ナカ（明治5年8月生）
- 養妹の婿 最上義廣 (貴族院議員 最上広胖孫)[9]
- ナカの夫・徳松（明治5年4月生、土田彦吉の二男）
- 義理の弟・耕蔵（明18年12月生[8][10]）
  - 耕蔵の妻・チヨ（明27年1月生、渡部久四郎の孫、叔伯母の兄の妻は貴族院議員 池田甚之助の娘セチ)[11]
  - 耕蔵の長女・アイ（明治43年12月生）
- 義理の弟・幸治郎（明20年3月生[8][10]）